# Папуга-віхтьохвіст мінданайський
Папуга-віхтьохвіст мінданайський (Prioniturus waterstradti) — вид папугоподібних птахів родини Psittaculidae. Ендемік Філіппін.

## Опис
Довжина птаха становить 27 см. Забарвлення переважно зелене, спина має коричневий відтінок, нижня частина тіла жовтувато-зелена. Обличчя і лоб блакиттнуваті. Два центральних стернових пера видовжені, мають голі стрижні, на кінці у них чорнуваті "віхті", крайні стернові пера на кінці чорні. Дзьоб сірий.

## Підвиди
Виділяють два підвиди:
- P. w. malindangensis Mearns, 1909 — високогір'я на заході Мінданао;
- P. w. waterstradti Rothschild, 1904 — високогір'я на південному сході Мінданао.

## Поширення і екологія
Мінданайські папуги-віхтьохвости є ендеміками острова Мінданао. Вони живуть у вологих гірських тропічних лісах, зустрічаються зграйками до 10 птахів, переважно на висоті від 820 до 2700 м над рівнем моря, місцями на висоті 450 м над рівнем моря. Живлятся насінням і плодами. Гніздяться в дуплах дерев, на висоті від 5 до 7 м над землею.

## Збереження
МСОП класифікує стан збереження цього виду як близький до загрозливого. За оцінками дослідників, популяція міндадайських папуг-віхтьохвостів становить приблизно 5 тисяч птахів. Їм може загрожувати знищення природного середовища і вилов з метою продажу на пташиних ринках.